# Magel
La Magel est une petite rivière dans le département du Bas-Rhin en région Grand Est et un affluent de la Bruche, donc un sous-affluent du fleuve le Rhin par l'Ill

## Géographie
D'une longueur de 17,4 km, la Magel prend source sur la commune d'Ottrott au lieu-dit la Croix Rouge à 1 000 mètres d'altitude.
Elle conflue sur la commune d'Heiligenberg à 220 mètres d'altitude.

### Communes et cantons traversés
Dans le seul département du Bas-Rhin, la Magel traverse huit communes et deux cantons :
- dans le sens amont vers aval : Ottrott (source), Bœrsch, Grendelbruch, Rosheim, Mollkirch, Rosenwiller, Gresswiller, Heiligenberg (confluence).

Soit en termes de cantons, la Magel prend source dans le canton de Rosheim, traverse et conflue sur le canton de Molsheim.

## Affluents
La Magel a quatre affluents référencés :
- le ruisseau la Petite Magel (rd) 1,3 km sur les trois communes de Bœrsch, Ottrott, Grendelbruch ;
- le ruisseau Kalterbach ou Kaltenbach (rg) 1,8 km sur les quatre communes de Bœrsch, Neuviller-la-Roche, Ottrott, Grendelbruch ;
- le ruisseau Grand Ruchtal (rd) 1,6 km sur les trois communes de Bœrsch, Mollkirch, Rosheim ;
- le ruisseau Lauterbach (rd) 3,4 km sur les trois communes de Bœrsch, Mollkirch, Rosheim.

## Hydrographie
La Magel traverse huit communes, pour 13 904 habitants sur une superficie de 129 km2 avec une densité de 107,6 hab/km2 à 291 m d'altitude moyenne. Son bassin versant est néanmoins plus réduit et a une surface de 39,3 km2.

Le débit de la Magel variefortement suivant les saisons avec un module de 656 l/s lorsqu'elle rejoint la bouche et un débit d'étiage F/2 de 98 l/s.

## Histoire
Entre 2004 et 2009, une controverse a opposé écologistes et pêcheurs à propos de la construction d'une station d'épuration qui devait rejeter ses eaux dans la Magel,,,.

En 2007 l'introduction d'une espèce invasive d'écrevisse américaine (Pacifastacus leniusculus) a été constaté dans le bassin de la Magel.

## Sites proches
- la ville d'Obernai
- la ville de Mollkirch
- des lieux-dits près de Rosheim
- le château de Guirbaden